# Секс в большом городе (сезон 5)
«Секс в большом городе» (англ. Sex and the City) — популярный американский сериал кабельного телевидения, широко транслировавшийся во многих странах мира, в том числе и в России. Сериал снят в формате 25 минутных эпизодов в 1998—2004 годах и повествует о сексуальных похождениях четырех подруг в возрасте около 30 в начале сериала и 40 к его окончанию, разных по характеру и темпераменту, но объединенных свободными взглядами на жизнь в динамичной атмосфере Нью-Йорка. В 2008 году состоялась премьера полнометражного кинофильма «Секс в большом городе», основанного на сериале. Сериал был снят на основе одноимённой газетной колонки Кэндес Бушнелл.

## Сюжет
Крупное издательство предложило Кэрри выпустить книгу, состоящую из её статей. У своего издателя женщина знакомится с писателем Джеком Бергером (Рон Ливингстон). Они прекрасно проводят время, но, как оказалось, у Бергера есть девушка и у них серьёзные отношения. Кэрри понимает, что в очередной раз ошиблась.
Миранда предлагает Кэрри стать крёстной матерью Брэйди, и Шарлотта начинает немного ревновать, так как рассчитывала сама быть крёстной матерью для ребёнка, но потом ревность у неё быстро проходит и она старается помочь Кэрри и Миранде. 
Саманта не доверяет Ричарду и сильно ревнует его. Решив проследить за ним, она обнаруживает его в постели с другой женщиной. Ричард замаливает свои грехи дорогими подарками и просит прощения. Саманта прощает его, но начинает активно поддевать Ричарда, так как самолюбие её сильно задето. 
Во время бракоразводного процесса Шарлотта знакомится с адвокатом Гарри Голденблатом (Эван Хендлер), которого выбрала по принципу "акула своего дела" и "антипривлекательный мужчина", с которым возможен только бизнес.
Так продолжаются их отношения, Саманта ревнует Ричарда к каждой юбке, но  считает себя сильно старой для ревности и  бесконечных проверок Ричарда, которому всё равно не доверяет, и ниже своего достоинства вообще этим заниматься. Саманта расстаётся с Ричардом, решив, что в её жизни будут мужчины только для секса. 
Проходит время, и Кэрри начинает мучиться без секса и решается на отчаянный шаг. Она назначает встречу Мужчине своей мечты и едет к нему в Сан-Франциско, в Калифорнию. Он искренне рад приезду Кэрри и хвалит её первую книгу. Кэрри получает то, за чем ездила, и возвращается в Нью-Йорк. На серьёзные отношения с Мужчиной своей мечты она и не рассчитывала.

## Приглашённые звёзды
- Крис Нот — Мужчина Её Мечты
- Рон Ливингстон — Джек Бергер
- Дэвид Эйгенберг — Стив Брэйди
- Джеймс Ремар — Ричард Райт
- Эван Хэндлер — Гарри Голденблат
- Уилли Гарсон — Стэнфорд Блэтч
- Марио Кантоне — Энтони Марантино
- Лин Коэн — Магда
- Энн Мира — Мэри Брэйди
- Шон Палмер — Маркус
- Кэндис Бёрген — Инид Мид из Вог
- Хизер Грем — Играет саму себя

## Эпизоды
| № общий | № в сезоне | Название                                           | Режиссёр          | Автор сценария                   | Дата премьеры   | Зрители в США (млн) |
| --- | ---------- | -------------------------------------------------- | ----------------- | -------------------------------- | --------------- | ------------------- |
| 67 | 1          | «Поднять якоря» «Anchors Away»                     | Чарльз Макдугалл  | Майкл Патрик Кинг                | 21 июля 2002    | 7.93                |
| Сколько настоящей любви отпущено человеку? Неужели верна теория о том, что в жизни может быть всего две настоящие любви? Мысль о том, что запас любви исчерпан и всю оставшуюся жизнь придется прозябать в одиночестве, привела Кэрри на Манхэттен. Совершенно неожиданно она получает приглашение на бал моряков от сногсшибательных красавцев. Саманта не может простить Ричарду его измену и на всех столбах развешивает листовки с его портретом под заголовком "кобель". Бедняжка Миранда никак не ожидала, что иметь ребёнка так тяжело. |            |                                                    |                   |                                  |                 |                     |
| 68 | 2          | «Непервородный грех» «Unoriginal Sin»              | Чарльз Макдугалл  | Синди Чупак                      | 28 июля 2002    | 6.63                |
| После долгих объяснений и уверений в любви Саманта всё же решила простить Ричарда. Кэрри в творческом застое. Ей становится все сложнее искать материалы для своей колонки, поскольку на любовном фронте полный штиль. Встретившись с редактором, она получает сногсшибательное предложение издать книгу на основе своих статей. Миранда соглашается на уговоры Стива крестить ребёнка и просит Кэрри стать крёстной матерью. |            |                                                    |                   |                                  |                 |                     |
| 69 | 3          | «Старые девы делают ставки» «Luck Be An Old Lady»  | Джон Дэвис Коулс  | Джули Роттенберг и Элиза Зурицки | 4 августа 2002  | 6.59                |
| Шарлотте исполняется 36 лет. Однако она намерена оставаться в возрасте 35-летней незамужней женщины до тех пор, пока это будет возможно. Чтобы отметить день рождения подруги, Саманта приглашает девушек отправиться в Атлантик-Сити, куда они летят с Ричардом поиграть в рулетку. |            |                                                    |                   |                                  |                 |                     |
| 70 | 4          | «Девушка с обложки» «Cover Girl»                   | Джон Дэвис Коулс  | Джуди Толл и Майкл Патрик Кинг   | 11 августа 2002 | 7.31                |
| Встречают по обложке... Кэрри предстоит непростая задача – придумать обложку для своей книги. В меру сексуальную, в меру поэтичную, в меру строгую и не банальную. В помощницы, конечно, была выбрана Саманта. |            |                                                    |                   |                                  |                 |                     |
| 71 | 5          | «Второй лишний» «Plus One Is The Loneliest Number» | Майкл Патрик Кинг | Сидни Чупак                      | 18 августа 2002 | 6.95                |
| Чтобы книга вышла в тираж по всем правилам и имела успех, перво-наперво необходимо устроить презентацию... Само собой грандиозную. Но если за дело берется Саманта, по-другому просто не может быть. Миранде позвонил её старый друг и назначил свидание. Вот только она не успела ему сказать, что за время их разлуки успела родить ребёнка. Шарлотта наконец-то встретила мужчину, приятного во всех отношениях. Но стоило ей привести его к себе домой, как тут же объявилась мать бывшего мужа. На собственную вечеринку Кэрри вынуждена прийти в сопровождении... самой себя. |            |                                                    |                   |                                  |                 |                     |
| 72 | 6          | «Ситуация критическая» «Critical Condition»        | Майкл Патрик Кинг | Алекса Джанг                     | 25 августа 2002 | 7.38                |
| Кэрри понимает, что стала жертвой грязных сплетен. Шарлотта вышла на тропу войны с матерью своего бывшего мужа. Та во что бы то ни стало хочет лишить невестку квартиры. Миранда понимает, что совмещать материнские обязанности с рабочими и при этом ещё и оставаться женщиной невозможно. |            |                                                    |                   |                                  |                 |                     |
| 73 | 7          | «Большое путешествие» «The Big Journey»            | Майкл Энглер      | Майкл Патрик Кинг                | 1 сентября 2002 | 5.95                |
| Кэрри приглашают провести вечер с читателями в Сан-Франциско. И, конечно же, она с удовольствием отправляется в город, где отныне поселился бывший мужчина бывшей мечты. А впрочем, не такой уж и бывшей. Помимо разговора с читателями Кэрри очень хочет встретиться с Бигом и не только для того, чтобы поговорить по душам. Шарлотта никак не ожидала от себя, что она может спать с мужчиной, который ей внешне противен, и при этом ещё получать удовольствие... Расставшись с Ричардом, Саманта поняла, что что-то в ней изменилось, и она больше не может укладывать в свою постель столько мужчин... |            |                                                    |                   |                                  |                 |                     |
| 74 | 8          | «Этот прекрасный фарс» «I Love A Charade»          | Майкл Энглер      | Сидни Чупак и Майкл Патрик Кинг  | 8 сентября 2002 | 7.33                |
| Бобби Файн решил жениться... Поверить в то, что мужчина, который всю свою жизнь был голубым, вдруг влюбился в женщину и сделал ей предложение, сложно. А поэтому Кэрри поспорила с подругами, что свадьбы не будет и это лишь очередной трюк их приятеля... Миранда наконец стала той счастливой женщиной, которой теперь всегда есть, с кем пойти на свадьбу или день рождения – с малышом. Шарлотта пригляделась к Гарри и нашла, что он вовсе не так омерзителен и в нём есть даже некий шарм. И главное, он никогда не бывает в плохом настроении. А поэтому вполне подойдет в качестве спутника на свадьбе, которая все-таки состоится. Кэрри успела вылить на Бергера такой поток информации, что бедный парень просто не выдержал и сбежал... Но ненадолго... |            |                                                    |                   |                                  |                 |                     |